# علم الحاسوب في الرياضة
علم الحاسوب في الرياضة هو نظام متعدد التخصصات يهدف إلى الجمع بين الجوانب والأساليب النظرية والعملية في مجالات المعلوماتية وعلم الرياضة. ينصب التركيز الرئيسي للتخصصات المتعددة على تطبيق واستخدام التقنيات الحاسوبية وكذلك الرياضية في علم الرياضة، بهدف دعم وتطوير النظرية والممارسة في الرياضة. ويرتبط السبب في أن علم الحاسوب أصبح شريكًا مهمًا لعلوم الرياضة بشكل أساسي بـ «حقيقة أن استخدام البيانات والوسائط وتصميم النماذج وتحليل الأنظمة وما إلى ذلك.يتطلب بشكل متزايد دعم الأدوات والمفاهيم المناسبة التي يتم تطويرها وإتاحتها في علم الحاسوب».

## خلفية تاريخية
بالعودة إلى التاريخ، تم استخدام أجهزة الحاسوب في الرياضة لأول مرة في الستينيات، عندما كان الغرض الرئيسي هو تجميع المعلومات الرياضية. تم إنشاء قواعد البيانات وتوسيعها من أجل إطلاق التوثيق ونشر المنشورات مثل المقالات أو الكتب التي تحتوي على أي نوع من المعرفة المتعلقة بعلم الرياضة. حتى منتصف السبعينيات، تم إنشاء أول منظمة في هذا المجال تسمى الرابطة الدولية للمعلومات الرياضية (IASI) رسميًا. تم تنظيم المؤتمرات والاجتماعات في كثير من الأحيان بهدف توحيد وترشيد التوثيق الرياضي. منذ ذلك الوقت كان من الواضح أن هذا المجال أقل توجهاً نحو الحاسوب، يتحدث المتخصصون عن المعلومات الرياضية بدلاً من المعلوماتية الرياضية عند ذكر بداية هذا المجال من العلوم.
استنادًا إلى تقدم علم الحاسوب واختراع أجهزة حاسوب أكثر قوة في السبعينيات، بدأ أيضًا التاريخ الحقيقي لعلم الحاسوب في الرياضة. كانت هذه هي المرة الأولى أيضًا التي تم فيها استخدام هذا المصطلح رسميًا وبدء تطور مهم جدًا في علم الرياضة.
لعبت الإحصائيات الخاصة بالبيانات الميكانيكية الحيوية، مثل الأنواع المختلفة من القوى أو المعدلات، دورًا رئيسيًا في المراحل الأولى من هذا المجال. بدأ العلماء في تحليل الألعاب الرياضية من خلال جمع هذه القيم والميزات والنظر فيها من أجل تفسيرها. في وقت لاحق، مع التحسين المستمر لأجهزة الحاسوب - لا سيما سرعة المعالجات الدقيقة - تم إدخال العديد من النماذج العلمية والحوسبة الجديدة، والتي تم دمجها أيضًا في علم الحاسوب في الرياضة. الأمثلة المحددة هي النمذجة وكذلك المحاكاة، ولكن أيضًا التعرف على الأنماط والتصميم واستخراج البيانات (الرياضية).
ونتيجة أخرى لهذا التطور، تمت إضافة مصطلح «علم الحاسوب في الرياضة» في موسوعة علم الرياضة في عام 2004.

## مجالات البحث
أثبتت الأنشطة البحثية في علم الحاسوب في الرياضة أهمية علم الحاسوب وتأثيره القوي كشريك متعدد التخصصات لعلوم الرياضة. وبالتالي فإن مفاهيم تكنولوجيا المعلومات التالية ذات أهمية خاصة:
- الحصول على البيانات ومعالجة البيانات.
- قواعد البيانات والأنظمة الخبيرة.
- النمذجة (رياضي، قائم على تكنولوجيا المعلومات، ميكانيكي حيوي، فسيولوجي).
- محاكاة (تفاعلية، رسوم متحركة، إلخ).
- عرض.

استنادًا إلى المجالات المذكورة أعلاه، تشمل المجالات الرئيسية للبحث في علم الحاسوب في الرياضة من بين أمور أخرى:
- التدريب والتوجيه.
- ميكانيكا حيوية.
- المعدات الرياضية والتكنولوجيا.
- التطبيقات المدعومة بالحاسوب (البرامج والأجهزة) في الرياضة.
- الحوسبة السائدة في الرياضة.
- الوسائط المتعددة والإنترنت.
- التوثيق.
- التعليم.

## مجتمعات البحث
والدليل الواضح على التطور والانتشار نحو علم الحاسوب في الرياضة هو حقيقة أن الناس في الوقت الحاضر يقومون بالبحث في هذا المجال في جميع أنحاء العالم. منذ التسعينات، تم إنشاء العديد من المنظمات الوطنية والدولية الجديدة فيما يتعلق بموضوع علم الحاسوب في الرياضة. تقوم هذه الجمعيات بتنظيم مؤتمرات وورش عمل بشكل منتظم بهدف نشرها وتبادل المعرفة العلمية والمعلومات حول جميع أنواع الموضوعات المتعلقة بالانضباط متعدد التخصصات.

### مسح تاريخي
كمثال أول، قام علماء في أستراليا ونيوزيلندا بتأسيس مجموعة (MathSport) من الرياضيات الصناعية والتطبيقية في أستراليا ونيوزيلندا (ANZIAM)، التي تنظم منذ عام 1992 اجتماعات كل سنتين، في البداية تحت اسم «الرياضيات وأجهزة الحاسوب في المؤتمرات الرياضية»، والآن "MathSport". الموضوعات الرئيسية هي النماذج الرياضية وتطبيقات الحاسوب في الرياضة، وكذلك أساليب التدريب والتدريس القائمة على المعلوماتية.
كان المجتمع الأوروبي أيضًا من بين المحركات الرائدة لظهور المجال. تم تنظيم بعض ورش العمل حول هذا الموضوع بنجاح في ألمانيا منذ أواخر الثمانينيات. في عام 1997، عُقد أول اجتماع دولي حول علم الحاسوب في الرياضة في كولونيا. كان الهدف الرئيسي هو نشر وتبادل التطبيقات والأفكار والمفاهيم المتعلقة باستخدام الحاسوب في الرياضة، والتي يجب أن تسهم أيضًا في إنشاء التدويل وبالتالي تعزيز العمل البحثي في هذا المجال.
ومنذ ذلك الحين، عقدت مثل هذه الندوات الدولية كل عامين في جميع أنحاء أوروبا. نظرًا لأن المؤتمرات الأولى كانت ناجحة للغاية، فقد تقرر الذهاب إلى أبعد من ذلك وكان تأسيس المنظمة هو النتيجة المنطقية. تم تحقيق هذه الخطوة في عام 2003، عندما تأسست الرابطة الدولية لعلم الحاسوب في الرياضة (IACSS) خلال الندوة الدولية الرابعة في برشلونة، عندما تم اختيار البروفيسور يورغن بيرل أيضًا كأول رئيس. قبل بضع سنوات، تم إصدار أول مجلة إلكترونية دولية حول هذا الموضوع (المجلة الدولية لعلم الحاسوب في الرياضة) بالفعل. علاوة على ذلك، تم تأكيد التدويل من خلال حقيقة أن ثلاثة مؤتمرات عقدت بالفعل خارج أوروبا - في كالغاري (كندا) في عام 2007، وكانبيرا (أستراليا) في عام 2009 وشانغهاي (الصين) في عام 2011. خلال الندوة في كالغاري بالإضافة إلى ذلك، تغير موقف الرئيس - تم تكليفه بالأستاذ أرنولد باكا، الذي أعيد انتخابه في عامي 2009 و2011. عُقدت الندوات التالية حول علم الحاسوب في الرياضة في أوروبا مرة أخرى، في إسطنبول (تركيا) في عام 2013 وفي لوبورو (المملكة المتحدة) في عام 2015. وفي عام 2017، عُقدت الندوة الحادية عشرة لعلم الحاسوب في الرياضة في كونستانس (ألمانيا). خلال المؤتمر في إسطنبول تم انتخاب مارتن لاميس رئيسًا للرابطة الدولية لعلم الحاسوب في الرياضة (IACSS). أعيد انتخابه في 2015 و2017 و2019. عقدت الندوة الدولية الثانية عشرة لعلم الحاسوب في الرياضة في موسكو (روسيا) في الفترة من 8 إلى 10 يوليو 2019: https://iacss2019.ru/.

### المنظمات الوطنية
بالإضافة إلى الاتحادات الدولية المذكورة أعلاه، توجد حاليًا الجمعيات الوطنية التالية في علم الحاسوب في الرياضة (إذا كانت متوفرة، يتم أيضًا توفير عناوين الويب):
- الجمعية النمساوية لعلم الحاسوب الآلي في الرياضة - http://www.sportinformatik.at.
- الجمعية البريطانية لعلم الحاسوب الآلي في الرياضة والتمرين.
- الرابطة الصينية لعلم الحاسوب في الرياضة.
- الرابطة الكرواتية لعلم الحاسوب في الرياضة.
- قسم علم الحاسوب في الرياضة التابع للجمعية الألمانية لعلوم الرياضة - http://www.dvs-sportinformatik.de (في ألمانيا)
- الجمعية السويسرية لعلوم الكمبيوتر في الرياضة SACSS - http://sacss.org.
- الاتحاد الهندي لعلم الحاسوب في الرياضة - http://www.ifcss.in.
- الجمعية البرتغالية لعلم الحاسوب في الرياضة.
- الرابطة التركية لعلم الحاسوب في الرياضة.
- الرابطة الروسية لعلم الحاسوب في الرياضة - https://www.racss.ru/.

## روابط خارجية
- MathSport - ANZIAM (Australia and New Zealand Industrial and Applied Mathematics)
- ECSS (European College of Sport Science)
- ISEA (International Sports Engineering Association)
- IACSS (International Association of Computer Science in Sport)